# 小行星7428
小行星7428（英語：7428）是一颗围绕太阳公转的小行星。1992年12月24日，浦田武在清水町发现了此天体。
这颗小行星的绝对星等为350.85829等。